# Liste der Kreise in der Provinz Hessen-Nassau (1885)
Die Liste der Kreise in der Provinz Hessen-Nassau ist dem amtlichen Verzeichnis von 1885 zu der Kreisordnung für die Provinz Hessen-Nassau vom 7. Juni 1885 entnommen (soweit möglich ist die Original-Schreibweise beibehalten worden). Die preußische Provinz Hessen-Nassau bestand von 1868 bis 1944 aus den Regierungsbezirken Kassel und Wiesbaden; das Oberpräsidium der Provinz Hessen-Nassau hatte seinen Sitz in Kassel.
Die gesetzliche Grundlage für die Kreisbildung waren die nach dem Deutschen Krieg 1866 von der Siegermacht Preußen erlassenen Gesetze, vor allem dem Annexionsgesetz für Kurhessen, Nassau und Frankfurt vom 20. September 1866. Die preußische Annexion des Kurfürstentums Hessen und des Herzogtums Nassau hatte deren Kreise (Kurhessen) bzw. Ämter (Nassau) und das Gebiet der freien Stadt Frankfurt, Stadtgebiet von Frankfurt und Sachsenhausen samt deren Dörfer, mit nur wenigen gebietlichen Änderungen übernommen: Die vom Königreich Bayern (Bezirksamt Gersfeld, später Kreis Gersfeld und dem Landgerichtsbezirk Orb ohne Aura) und dem Großherzogthum Hessen (Kreis Vöhl, einschließlich der Enklaven Eimelrod und Höringhausen) annektierten Gebiete waren von relativ geringem Umfang (Friedensvertrag vom 3. September 1866).
Durch eine Verordnung vom 22. Februar 1867 wurden der Regierungsbezirk Kassel und der Regierungsbezirk Wiesbaden gebildet. Für den Geschäftsgang in der Behörde der Regierungspräsidenten galt die Instruktion von 1817. Die Provinz Hessen-Nassau wurde jedoch erst fast zwei Jahre später, am 7. Dezember 1868 gebildet.
1885 wurde erstmals eine Kreisordnung für die seit 1866 zum Königreich Preußen gehörigen Kreise in der Provinz Hessen-Nassau erlassen. Die Kreise waren – wie vorher – zuerst Verwaltungsbezirke der staatlichen (inneren) Verwaltung, durch die neue Kreisordnung wurde ihr seit 1867 daneben bestehender Status als Selbstverwaltungskörperschaften erneut garantiert. Die Provinzialordnung für die Provinz trat auf Grund  des Einführungsgesetz vom 8. Juni 1885 am 1. April 1886 in Kraft.

## I. Regierungsbezirk Cassel
| Nr. | Bezeichnung des zu bildenden Kreises | Bezeichnung der einzelnen Bestandtheile | Ein- wohner 1867         | Größe in km²  | Ein- wohner 1900 |
| --- | ------------------------------------ | --- | ------------------------ | ------------- | ---------------- |
| 01  | Stadtkreis Cassel                    | Stadt Cassel | 40.228                   | –             | 106.0340         |
| 02  | Landkreis Cassel                     | Landkreis Cassel | 36.085                   | 19,43         | 53.597           |
| 03  | Kreis Eschwege                       | Kreis Eschwege | 41.488                   | 23,31         | 43.203           |
| 04  | Kreis Frankenberg                    | Kreis Frankenberg, mit dem bis 1866 großherzoglich-hessischen Kreis Vöhl | 25.500                   | 25,90         | 24.159           |
| 05  | Kreis Fritzlar                       | Kreis Fritzlar | 27.178                   | 15,54         | 26.466           |
| 06  | Kreis Fulda                          | Kreis Fulda | 47.340                   | 28,49         | 53.438           |
| 07  | Kreis Gelnhausen                     | Kreis Gelnhausen Wegen des Übergangs des Wegeverbandes und der Distriktssparkasse von dem vormals bayerischen Verwaltungsbezirk Orb in den Kreis Gelnhausen s. § 115 der Kreisordnung.    | 40.707                   | 31,08         | 43.818           |
| 08  | Kreis Gersfeld                       | Kreis Gersfeld Wegen der Übergangsbestimmungen hinsichtlich der Distriktsverbände (Distriktsgemeinden) im Kreis Gersfeld – vormals bayerisches Gebiet – s. § 112 der Kreisordnung.        | 23.361                   | 16,84         | 20.832           |
| 09  | Stadtkreis Hanau                     | Stadt Hanau | siehe Landkr.            | siehe Landkr. | 29.847           |
| 10  | Landkreis Hanau                      | Bisheriger Kreis Hanau mit Ausschluß der Stadtgemeinden Bockenheim und Hanau sowie der Landgemeinden Eckenheim, Eschersheim, Ginnheim, Praunheim, Preungesheim, Berkersheim und Seckbach. | 59.451 (mit Stadt Hanau) | 15,54         | 48.412           |
| 11  | Kreis Hersfeld                       | Kreis Hersfeld | 34.886                   | 23,31         | 32.555           |
| 12  | Kreis Hofgeismar                     | Kreis Hofgeismar | 37.938                   | 28,49         | 36.109           |
| 13  | Kreis Homberg                        | Kreis Homberg | 22.918                   | 15,54         | 21.378           |
| 14  | Kreis Hünfeld                        | Kreis Hünfeld | 27.236                   | 20,72         | 22.515           |
| 15  | Kreis Kirchhain                      | Kreis Kirchhain mit Ausschluß der Gemeinde Schröck. | 23.981                   | 15,54         | 21.547           |
| 16  | Kreis Marburg                        | Kreis Marburg nebst der Gemeinde Schröck. | 38.718                   | 25,90         | 49.918           |
| 17  | Kreis Melsungen                      | Kreis Melsungen | 29.138                   | 18,13         | 27.597           |
| 18  | Kreis Rinteln                        | Kreis Rinteln | 37.344                   | 20,72         | 44.825           |
| 19  | Kreis Rotenburg                      | Kreis Rotenburg | 32.173                   | 25,90         | 30.315           |
| 20  | Kreis Schlüchtern                    | Kreis Schlüchtern | 29.664                   | 23,31         | 28.093           |
| 21  | Kreis Schmalkalden                   | Kreis Schmalkalden | 28.174                   | 12,95         | 37.720           |
| 22  | Kreis Witzenhausen                   | Kreis Witzenhausen | 32.359                   | 19,42         | 31.055           |
| 23  | Kreis Wolfhagen                      | Kreis Wolfhagen | 25.563                   | 19,42         | 23.957           |
| 24  | Kreis Ziegenhain                     | Kreis Ziegenhain | 34.183                   | 15,54         | 32.752           |

## II. Regierungsbezirk Wiesbaden
| Laufende Nummer | Bezeichnung des zu bildenden Kreises | Bezeichnung der einzelnen Bestandtheile |
| --------------- | ------------------------------------ | --- |
| 01              | Kreis Biedenkopf                     | Kreis Biedenkopf |
| 02              | Dillkreis                            | Amt Dillenburg Amt Herborn |
| 03              | Oberwesterwaldkr.                    | Amt Marienberg Amt Hachenburg Aus dem Amte Selters die Gemeinden Dreifelden, Linden, Schmidthahn und Steinebach. |
| 04              | Kreis Westerburg                     | Amt Rennerod mit Ausschluß der Gemeinde Rückertshausen. Amt Wallmerod |
| 05              | Unterwesterwaldkr.                   | Amt Montabaur Amt Selters mit Ausschluß der Gemeinden Dreifelden, Linden, Schmidthan und Steinebach. |
| 06              | Oberlahnkreis                        | Amt Weilburg Amt Runkel Aus dem Amte Rennerod die Gemeinde Rückertshausen. Aus dem Amte Hadamar die Gemeinden Niedertiefenbach und Waldernbach. |
| 07              | Kreis Limburg                        | Amt Limburg Amt Hadamar mit Ausschluß der Gemeinden Niedertiefenbach und Waldernbach. Aus dem Amte Idstein die zum Amtsgerichtsbezirk Kamberg gehörigen Gemeinden Kamberg, Dombach, Eisenbach, Erbach, Schwickershausen, Niederselters, Oberselters und Würges. |
| 08              | Unterlahnkreis                       | Amt Diez Amt Nassau Aus dem Amte Nastätten die zum Amtsgerichtsbezirk Katzenelnbogen gehörigen Gemeinden Allendorf, Berghausen, Berndroth, Katzenelnbogen, Dörsdorf, Ebertshausen, Eisighofen, Ergeshausen, Herold, Klingelbach, Mittelfischbach, Oberfischbach, Mudershausen, Reckenroth und Rettert. |
| 09              | Kreis St. Goarshausen                | Amt Braubach Amt Nastätten mit Ausschluß der zum Amtsgerichtsbezirk Katzenelnbogen gehörigen Gemeinden. |
| 10              | Rheingaukreis                        | Amt Rüdesheim Amt Eltville |
| 11              | Landkreis Wiesbaden                  | Amt Wiesbaden Amt Hochheim mit Ausschluß der zum Amtsgerichtsbezirk Höchst gehörigen Gemeinden Langenhain, Lorsbach und Marxheim. |
| 12              | Untertaunuskreis                     | Amt Langenschwalbach Amt Wehen Amt Idstein mit dem Ausschluß der Gemeinden Niederems mit Reinborn, Oberems, Wüstems, Reichenbach, Steinfischbach, sowie der zum Amtsgerichtsbezirk Kamberg, Dombach, Eisenbach, Erbach, Schwickershausen, Niederselters, Oberselters und Würges. |
| 13              | Kreis Usingen                        | Amt Usingen Aus dem Amte Königstein die Gemeinden Ober- und Nieder-Reifenberg. Aus dem Amte Idstein die Gemeinden Niederems mit Reichenbach, Oberems, Wüstems, Reichenbach und Steinfischbach. |
| 14              | Obertaunuskreis                      | Amt Homburg Amt Königstein mit Ausschluß der Gemeinden Ober- und Nieder-Reifenberg. Aus dem bisherigen Stadtkreise Frankfurt a. M. der Hohemarkwald und der zum Ortsbezirk Niederursel (Hessischer Anteil) gehörige Niederurseler Gemeindewald. Aus der Gemarkung des zum bisherigen Kreise Hanau gehörigen Ortsbezirks Praunheim der Praunheimer Gemeindewald. Wegen der Übernahme der Verpflichtungen der Amtsbezirkskasse durch den Obertaunuskreis s. § 114 der Kreisordnung. |
| 15              | Kreis Höchst                         | Amt Höchst mit Ausschluß des vormals Nassauischen Gemeindebezirks Heddernheim. Aus dem Amte Hochheim die zum Amtsgerichtsbezirk Höchst gehörigen Gemeinden Langenhain, Lorsbach und Marxheim. |
| 16              | Landkreis Frankfurt a. M.            | Die zum bisherigen Stadtkreise Frankfurt a. M. gehörigen Gemeinden Bonames, Hausen, Niederrad, Oberrad, Niederursel (Frankfurter Antheil) nebst dem vormals Großherzoglichen Hessischen Ortsbezirke Niederursel (Hessischer Antheil) mit Ausschluß des Hohemarkwaldes und des Niederurseler Gemeindewaldes. Der vormals Großherzoglich Hessische Ortsbezirk Rödelheim. Aus dem Amte Höchst der vormals Nassauische Gemeindebezirk Heddernheim. Aus dem bisherigen Kreise Hanau die zum Amtsgerichtsbezirk Bockenheim gehörigen Ortschaften Stadt Bockenheim, Eckenheim, Eschersheim, Ginnheim, Praunheim mit Ausschluß des Gemeindewaldes, sowie die zum Amtsgerichtsbezirk Bergen gehörigen Gemeinden Preungesheim, Berkersheim und Seckbach. Die Auseinandersetzung zwischen dem Kommunalverband im Regierungsbezirk Wiesbaden und dem im Regierungsbezirk Kassel wegen des Übergangs der bisher zum Kreis Hanau gehörenden Gemeinden sollte durch eine Übereinkunft geschehen, s. § 113 der Kreisordnung. |
| 17              | Stadtkreis Wiesbaden                 | Stadt Wiesbaden |
| 18              | Stadtkreis Frankfurt a. M.           | Stadt Frankfurt a. M. |